# Sporobolus dinklagei
Sporobolus dinklagei är en gräsart som beskrevs av Carl Christian Mez. Sporobolus dinklagei ingår i släktet droppgräs, och familjen gräs. Inga underarter finns listade i Catalogue of Life.